# Kerrye Katz
Kerrye Katz (26 de marzo de 1961) es una deportista australiana que compitió en judo. Ganó dos medallas en el Campeonato de Oceanía de Judo, bronce en 1977 y oro en 1985.

## Palmarés internacional
| Campeonato de Oceanía | Campeonato de Oceanía    | Campeonato de Oceanía | Campeonato de Oceanía |
| Año                   | Lugar                    | Medalla               | Categoría             |
| --------------------- | ------------------------ | --------------------- | --------------------- |
| 1977                  | Melbourne (Australia)    | Medalla de bronce     | –57 kg                |
| 1985                  | Auckland (Nueva Zelanda) | Medalla de oro        | –66 kg                |